# Evgeni Alexeïev (basket-ball)
Pour les articles homonymes, voir Evgeni Alexeïev.
Evgeni Alexeïev (en russe : Евгений Николаевич Алексеев), né le 22 mars 1919 à Moscou, en République socialiste fédérative soviétique de Russie, et mort le 28 février 2005 à Moscou, en Russie, est un joueur et entraîneur soviétique de basket-ball.

## Biographie
Orphelin dès l'âge de trois ans Evgeni Alexeïev sera élevé par de lointains parents. Ouvrier agroalimentaire à ses débuts il sort diplômé de l'école des entraineurs de l'Institut de la culture physique de Moscou en 1939, puis, de la faculté militaire du même institut de la culture physique en 1940.
Il joue pour le Lokomotiv de Moscou et devient au sein de cette équipe médaillé de bronze du championnat des clubs de l'URSS en 1937, puis médaillé d'argent en 1938 et enfin champion en 1939. Il rejoint le club de CSKA Moscou en 1940.

## Palmarès
- Champion d'Europe 1947